# 穆哈傑拉尼
穆哈傑拉尼是伊朗的城市，位於該國西北部，由哈馬丹省負責管轄，距離首府哈馬丹30公里，海拔高度1,666米，2006年人口7,756，大多數居民是阿塞拜疆族。